# 细柄买麻藤
细柄买麻藤（学名：Gnetum gracilipes）为买麻藤科买麻藤属下的一个种。